# ジョー・ムーディ
ジョー・ムーディ（Joe Moody、1988年9月18日 - ）は、スーパーラグビークルセイダーズに所属するラグビーユニオン選手。

## プロフィール
- ニュージーランド・クライストチャーチ出身[1]。
- ポジションはプロップ(PR)。
- 身長 188cm、体重 112kg[2]
- マオリ・オールブラックスに選ばれたことがある[3]。
- ニュージーランド代表キャップは50（2021年1月現在）でワールドカップ2015・2019のニュージーランド代表に選ばれた[4]。

## 略歴
カンタベリーを経て、2013年、クルセイダーズに加入。